# Merremia stellata
Merremia stellata är en vindeväxtart som beskrevs av Alfred Barton Rendle. Merremia stellata ingår i släktet Merremia och familjen vindeväxter. Inga underarter finns listade i Catalogue of Life.